# EPrix van New York
De ePrix van New York is een race uit het Formule E-kampioenschap. In 2017 maakte de race haar debuut op de kalender als de negende en tiende race van het derde seizoen. De race wordt gehouden op het Brooklyn Street Circuit.

## Geschiedenis
De eerste ePrix van New York werd gehouden over twee races op 15 en 16 juni 2017. Beide races werden gewonnen door DS Virgin Racing-coureur Sam Bird.

## Resultaten
| Editie | Seizoen   | Circuit  | Winnaar                                      | Tweede                                          | Derde                                            | Pole position                            | Snelste ronde                        |
| ------ | --------- | -------- | -------------------------------------------- | ----------------------------------------------- | ------------------------------------------------ | ---------------------------------------- | ------------------------------------ |
| 1      | 2016-2017 | Brooklyn | Sam Bird DS Virgin Racing                    | Jean-Éric Vergne Techeetah                      | Stéphane Sarrazin Techeetah                      | Alex Lynn DS Virgin Racing               | Maro Engel Venturi Formula E Team    |
| 1      | 2016-2017 | Brooklyn | Sam Bird DS Virgin Racing                    | Felix Rosenqvist Mahindra Racing Formula E Team | Nick Heidfeld Mahindra Racing Formula E Team     | Sam Bird DS Virgin Racing                | Daniel Abt ABT Schaeffler Audi Sport |
| 2      | 2017-2018 | Brooklyn | Lucas di Grassi ABT Schaeffler Audi Sport    | Daniel Abt ABT Schaeffler Audi Sport            | Sébastien Buemi Renault e.Dams                   | Sébastien Buemi Renault e.Dams           | Felix Rosenqvist Mahindra Racing     |
| 2      | 2017-2018 | Brooklyn | Jean-Éric Vergne Techeetah                   | Lucas di Grassi ABT Schaeffler Audi Sport       | Daniel Abt ABT Schaeffler Audi Sport             | Sébastien Buemi Renault e.Dams           | Daniel Abt ABT Schaeffler Audi Sport |
| 3      | 2018-2019 | Brooklyn | Sébastien Buemi Nissan e.dams                | Mitch Evans Panasonic Jaguar Racing             | António Félix da Costa BMW i Andretti Motorsport | Sébastien Buemi Nissan e.dams            | Jean-Éric Vergne Techeetah           |
| 3      | 2018-2019 | Brooklyn | Robin Frijns Envision Virgin Racing          | Alexander Sims BMW i Andretti Motorsport        | Sébastien Buemi Nissan e.dams                    | Alexander Sims BMW i Andretti Motorsport | Daniel Abt Audi Sport ABT Schaeffler |
| 4      | 2020-2021 | Brooklyn | Maximilian Günther BMW i Andretti Motorsport | Jean-Éric Vergne DS Techeetah                   | Lucas di Grassi Audi Sport ABT Schaeffler        | Nick Cassidy Envision Virgin Racing      | Norman Nato ROKiT Venturi Racing     |
| 4      | 2020-2021 | Brooklyn | Sam Bird Panasonic Jaguar Racing             | Nick Cassidy Envision Virgin Racing             | António Félix da Costa DS Techeetah              | Sam Bird Panasonic Jaguar Racing         | Mitch Evans Panasonic Jaguar Racing  |
| 5      | 2021-2022 | Brooklyn | Nick Cassidy Envision Racing                 | Lucas di Grassi ROKiT Venturi Racing            | Robin Frijns Envision Racing                     | Nick Cassidy Envision Racing             | Edoardo Mortara ROKiT Venturi Racing |
| 5      | 2021-2022 | Brooklyn | António Félix da Costa DS Techeetah          | Stoffel Vandoorne Mercedes-EQ Formula E Team    | Mitch Evans Jaguar TCS Racing                    | Nick Cassidy Envision Racing             | Edoardo Mortara ROKiT Venturi Racing |